# Conospermum unilaterale
Conospermum unilaterale (лат.) — кустарник, вид рода Коноспермум (Conospermum) семейства Протейные (Proteaceae), эндемик Западной Австралии. Цветёт с августа по октябрь белыми цветками.

## Ботаническое описание
Conospermum unilaterale — компактный или открытый кустарник до 70 см высотой. Листья лопатовидные, 1,2-4,8 см длиной, 0,7-2,5 мм шириной, восходящие, более или менее загнутые; вершина острая; край и средняя жилка приподняты. Соцветие — метёлка из колосьев; цветоносный побег — продолжение ветви 8-35 см длиной, опушённый; прицветники многочисленные яйцевидные, 2,2-4 мм длиной, 2-3 мм шириной, гладкие, у основания шерстистые; средняя жилка приподнята; верхушка острая. Околоцветник белый, пушистый; трубка длиной 6-10,5 мм; верхняя губа яйцевидной формы, длиной 2-2,6 мм, шириной 1-1,5 мм, голубая, гладкая, у основания шерстистая, заострённая, загнутая; нижняя губа объединена на 1,5-1,8 мм. Плод — орех длиной 1,8-2,7 мм, шириной 1,6-2,8 мм, с золотистой опушкой; волоски по окружности 1,5-2 мм длиной, золотистые; центральный пучок около 2 мм длиной, золотисто-кремовый.

## Таксономия
Впервые этот вид был описан в 1995 году Элеонорой Марион Беннетт во Flora of Australia по образцу, собранному ей в 1985 году близ озера Индун.

## Распространение и местообитание
C. unilaterale — эндемик Западной Австралии. Встречается на равнинах и холмистых холмах вдоль западного побережья в регионе Уитбелт в Западной Австралии между Ирвином и Дандараганом, где растёт на песчаных почвах.